# Бородино (Волгоградская область)
Бородино — хутор в Городищенском районе Волгоградской области России. Входит в состав Россошенского сельского поселения.

## География
Хутор находится в южной части Волгоградской области, в степной зоне, при балке Коренная, на расстоянии примерно 23 километров (по прямой) к западу-северо-западу (WNW) от посёлка Городище, административного центра района. Абсолютная высота — 110 метров над уровнем моря.
Часовой пояс
Хутор Бородино, как и вся Волгоградская область, находится в часовой зоне МСК (московское время). Смещение применяемого времени относительно UTC составляет +3:00.

## Население
| 2010 |
| ---- |
| 73   |

Гендерный состав
По данным Всероссийской переписи населения 2010 года в гендерной структуре населения мужчины составляли 57,5 %, женщины — соответственно 42,5 %.
Национальный состав
Согласно результатам переписи 2002 года, в национальной структуре населения русские составляли 73 %.

## Улицы
Уличная сеть хутора состоит из трёх улиц.